# ألفرد مات
ألفرد مات (بالألمانية: Alfred Matt)‏ هو متزحلق جبال الألب نمساوي، ولد في 11 مايو 1948 في Obernberg am Brenner ‏ في النمسا.

## وصلات خارجية
- ألفرد مات على موقع الاتحاد الدولي للتزلج (التزلج على المنحدرات الثلجية) (الإنجليزية)
- ألفرد مات على موقع أوليمبيديا (الإنجليزية)